# Джорджина (река)
Джорджина (англ. Georgina) — река в Квинсленде и Северной территории в центральной Австралии бассейна озера Эйр. Одна из трёх основных рек округа Ченнел в регионе Центральный Запад Квинсленда. В годы с высоким уровнем осадков воды реки достигают озера Эйр.

## Этимология
Названа в честь Джорджины Милдред Кеннеди, дочери губернатора Квинсленда Артура Кеннеди. Первоначально эта река называлась рекой Герберт, но в 1890 году получила своё нынешнее название, чтобы избежать путаницы с другой рекой в Квинсленде, носящей такое же имя.

## География
Истоки реки расположены на плато Баркли к северу от небольшого городка Камоуэла в Квинсленде, на крайнем востоке Северной территории за Теннант-Крик и на юге на северных склонах хребтов Мак-Доннелл. От истока до устья в Джорджину впадает более 35 притоков, включая реки Бакли, Темплтон, Берк, Гамильтон, Герберт, Ранкен и Сандовер. Джоржина протекает через 26 биллабонгов. На юге округа Ченнел Джоржина впадает в Эйр-Крик, которая во время пикового стока впадает в реку Уорбертон, которая в свою очередь впадает в озеро Эйр.
Бассейн Джорджины составляет около 232 000 км², что соответствует площади австралийского штата Виктория. Однако из-за засушливого климата этого региона среднегодовой сток реки составляет всего около 0,7 км³. Сток реки очень вариабелен: от засушливых лет с нулевым стоком (например, 1905, 1928 и 1961 годы) до очень влажных годов (1974, 1977 и 2000 годы), когда сток достигал 6,28 км³ или более.